# Maurice De Schrijver
Pour les articles homonymes, voir Schrijver.
Maurice ou Maurits De Schrijver  est un footballeur international belge, né le 26 juin 1951.
Formé à l'Eendracht Alost, il a joué la majeure sa carrière au KSC Lokeren comme défenseur.
Il a disputé quatre matches en équipe nationale.
En 1986, il devient joueur-entraîneur du KFC Eendracht Zele puis range définitivement ses crampons. De 1988 à 1998, il travaille pour l'Union Belge et est chargé de visionner les Diables Rouges potentiels. Il reprend ensuite son métier d'entraîneur et dirige plusieurs équipes dans les divisions inférieures.

## Palmarès
- International en 1982 (4 sélections)
- Participation à la Coupe du monde 1982